# رضی جعدی
رضی جعدی (انگلیسی: Reda Jaadi؛ زادهٔ ۱۴ فوریهٔ ۱۹۹۵) بازیکن فوتبال اهل مراکش است.
از باشگاه‌هایی که در آن بازی کرده‌است می‌توان به باشگاه فوتبال الفتح، باشگاه فوتبال استاندارد لیژ، باشگاه فوتبال رویال آنتورپ، باشگاه فوتبال دینامو بخارست، و باشگاه فوتبال مشلان اشاره کرد.
وی همچنین در تیم‌های ملی فوتبال زیر ۱۷ سال بلژیک و مراکش بازی کرده‌است.